# New York Mills (Minnesota)
New York Mills ist eine Stadt (City) im Otter Tail County in Minnesota, Vereinigte Staaten. Das U.S. Census Bureau hat bei der Volkszählung 2020 eine Einwohnerzahl von 1.294 ermittelt.

## Geschichte
New York Mills wurde am 27. Mai 1884 gegründet.

## Geografie
Benachbarte Orte von New York Mills sind Perham (18,5 km nordwestlich) und Bluffton (12 km südöstlich).

## Verkehr
Am nordöstlichen Ortsrand verläuft der vierspurige U.S. Highway 10. Mitten durch den Ort führt eine Eisenbahnlinie der BNSF Railway.
Im Südosten des Stadtgebiets liegt der New York Mills Municipal Airport.